# Остра
О̀стра (на италиански: Ostra) е градче и община в Централна Италия, провинция Анкона, регион Марке. Разположено е на 188 m надморска височина. Населението на общината е 6837 души (към 2010 г.).